# Kanton Saint-Genis-Laval
Der Kanton Saint-Genis-Laval war bis 2015 ein französischer Kanton im Arrondissement Lyon und in der Region Rhône-Alpes. Er gehörte ursprünglich zum Département Rhône und hatte seinen Hauptort in Saint-Genis-Laval. Der Kanton wurde abgeschafft, als auf dem Gebiet von Saint-Genis-Laval die Métropole de Lyon das Département Rhône als übergeordnete Gebietskörperschaft zum Jahreswechsel 2014/2015 ablöste und die Kantone ihre Funktion als Wahlkreise verloren. Die übrigen drei Gemeinden wurden dagegen dem Arrondissement Villefranche-sur-Saône zugeteilt und verblieben im Département Rhône. Sein letzter Vertreter im conseil général des Départements war Christophe Guilloteau (UMP), er folgte auf Michel Thiers (UDF, Amtszeit 1982–2008) nach.

## Gemeinden
Der Kanton bestand aus vier Gemeinden:
| Gemeinde          | Einwohner Jahr | Fläche km² | Bevölkerungsdichte | Code INSEE | Postleitzahl |
| ----------------- | -------------- | ---------- | ------------------ | ---------- | ------------ |
| Brignais          | 11.429 (2013)  | 10,36      | 1103 Einw./km²     | 69027      | 69530        |
| Chaponost         | 8.099 (2013)   | 16,32      | 496 Einw./km²      | 69043      | 69630        |
| Saint-Genis-Laval | 20.696 (2013)  | 12,92      | 1602 Einw./km²     | 69204      | 69230        |
| Vourles           | 3.207 (2013)   | 5,6        | 573 Einw./km²      | 69268      | 69390        |